# سیستم جاده‌ای اینکا
سیستم جاده ای اینکا  که هنچنین به نام Qhapaq knownan معروف است به معنای «جاده سلطنتی» به زبان کچو است) گسترده‌ترین و پیشرفته‌ترین سیستم حمل و نقل در آمریکای جنوبی قبل از کلمبیا بود. حداقل ۴۰٬۰۰۰ کیلومتر (۲۵٬۰۰۰ مایل) طول دارد. احداث جاده‌ها به صرف وقت و تلاش زیادی نیاز داشت.

## اهداف جاده

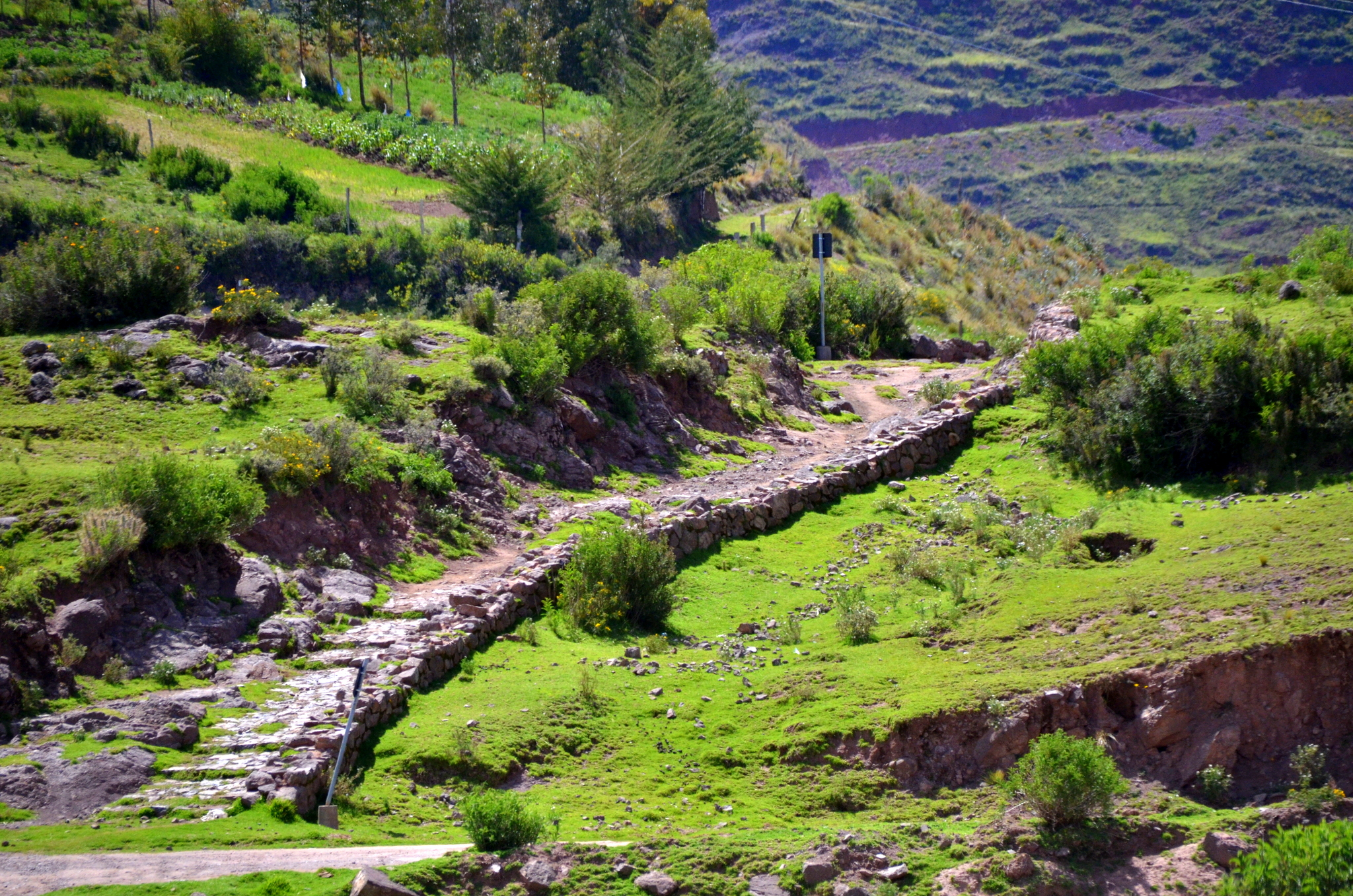
نمایی از جاده اینکا که از یک تپه در دریاچه Mosollaqta، پرو بالا می‌رود

اینکاها به دلایل مختلف از سیستم حمل و نقل برای افرادی که از طریق امپراتوری به اهداف نظامی در سفر بودند از سیستم جاده استفاده می‌کردند. سیستم جاده اجازه حرکت سریع افراد از یک قسمت از امپراتوری به بخش دیگر را می‌داد: هم ارتش و هم کارگران از جاده‌ها برای جابجایی و تامبوها برای استراحت و تغذیه استفاده می‌کردند. همچنین امکان جابجایی سریع اطلاعات و کالاهای کوچک با ارزش را فراهم می‌آورد.

## یادداشت
1. ↑  Throughout this article the spelling Inka has been used, according to the "Diccionario quechua - español - quechua" Gobierno Regional Cusco - Cusco – Second edition, 2005
2. ↑  Qhapaq=rich, powerful, opulent, wealthy, privileged; ñan=road, way, path, route. Source "Diccionario quechua - español - quechua" Gobierno Regional Cusco - Cusco – Second edition, 2005